# Postite
La postite (simbolo IMA: Pos) è un minerale molto raro appartenente alla famiglia degli "ossidi e idrossidi" avente composizione chimica Mg(H2O)6Al2(OH)2(H2O)8(V10O28) • 13H2O.

## Etimologia e storia
La postite prende il nome in onore del dottor Jeffrey E. Post, mineralogista e curatore delle collezioni di minerali e gemme dello Smithsonian Institution di Washington (Stati Uniti).

## Classificazione
La postite è stata riconosciuta dall'Associazione Mineralogica Internazionale (IMA) come specie minerale indipendente nel 2011, quindi non è elencata nella classica nona edizione della sistematica dei minerale di Strunz, aggiornata dall'IMA fino al 2009.
Il minerale è presente nell'edizione successiva, dove viene elencato nella classe "4. Ossidi (idrossidi, V[5,6] vanadati, arseniti, antimoniti, bismutiti, solfiti, seleniti, telluriti, iodati)" e da lì nella sottoclasse "4.H V[5,6] Vanadati"; questa è più finemente suddivisa in base al tipo di vanadato presente nel minerale, in modo tale che la postite possa essere trovata nella sezione "4.HC [6]-Sorovanadati" dove è l'unico membro del sistema nº 4.HC.55.
Nella Sistematica dei lapis (Lapis-Systematik) di Stefan Weiß la postite si trova nella classe degli "ossidi" e nella sottoclasse degli "ossidi di vanadio (polivanadati con V4+/5+)"; qui il minerale è nel "gruppo dei vanadati" con il numero di sistema IV/G.01 insieme a rakovanite, gunterite, lasalite, huemulite, hughesite, hummerite, bluestreakite, kokinosite, magnesiopascoite, pascoite, schindlerite, burroite, wernerbaurite, nashite e sherwoodite.

## Abito cristallino
La postite cristallizza nel sistema ortorombico nel gruppo spaziale Pccn (gruppo nº 56) con i parametri reticolari a = 16,3357(6) Å, b = 24,2434(17) Å e c = 11,7343(4) Å, oltre ad avere 4 unità di formula per cella unitaria.

## Origine e giacitura
La postite si forma dall'ossidazione di composti di montroseite-corvusite in un ambiente umido in giacimenti di uranio ospitanti arenarie; la paragenesi è con corvusite e montroseite.
La postite è rarissima ed è stata trovata solo in pochi siti, tutti negli Stati Uniti: ci sono le sue due località tipo, le miniere di "Blue Cap" (38.33678°N 109.06093°W) e di "Vanadium Queen" (38.33598°N 109.08276°W), ma anche le miniere di "Pandora" e di "Black Hat", tutte nella contea di San Juan (Utah) e sempre nello Utah c'è la miniera di "Effie F." (contea di Grand). La postite è stata trovata anche in Colorado, nelle miniere di "Burro" (contea di San Miguel, di "Lost Dutchman" e di "Packrat" (quest'ultime due nella contea di Mesa).

## Forma in cui si presenta in natura
La postite si presenta come prismi aghiformi con terminazioni piramidali, di dimensioni fino a 1 mm e tipicamente in masse divergenti e "a paglia". Il minerale è trasparente con lucentezza semi adamantina; il colore è giallo dorato e quello dello striscio è giallo.